# 이시카와 리온
이시카와 리온(일본어: 石川 璃音, 2003년 7월 4일 ~ )는 일본의 여자 축구 선수이다.

## 국가대표팀 경력
2022년 FIFA U-20 여자 월드컵에 출전, 준우승에 기여했다.
그녀는 2023년 시빌리브스컵에 참가할 일본 국가대표팀에 발탁되었으며, 2월 22일 캐나다와의 경기에서 데뷔했다. 2023년 FIFA 여자 월드컵, 2024년 하계 올림픽에도 출전했다. 2025년 EAFF E-1 풋볼 챔피언십에도 출전했다.

## 통계
| 일본 | 일본 | 일본 |
| 연도 | 출전 | 득점 |
| ---- | ---- | ---- |
| 2023 | 6    | 0    |
| 2024 | 3    | 0    |
| 통산 | 9    | 0    |